# Donja Bišnja
Donja Bišnja je naselje u sastavu Grada Dervente, Republika Srpska, BiH. 

## Stanovništvo
Nacionalni sastav stanovništva 1991. godine, bio je sljedeći:
ukupno: 320
- Hrvati - 157
- Srbi - 147
- Jugoslaveni - 4
- ostali, neopredijeljeni i nepoznato - 12